# 瓶梗
瓶梗（/ˈfaɪəlaɪd/；FY-ə-lyde）最早由Hanlin(1976)研究棒麴黴（學名：Aspergillus clavatus）時所發現。是高等真菌無性生殖的構造。為一種真菌分生孢子細胞的特化。由囊狀體（英語：vesicle）延伸的瓶狀突出部分。在瓶梗內抑或是頂部形成分生孢子。分生孢子可能立即脫落或是彼此附著形成一條鏈狀結構。當瓶梗產生分生孢子時，孢子由下往上移動(愈靠近phialide者為愈新的分生孢子)。一個或是多個瓶梗可構成分生孢子梗的頂端。
Phialide並非出現在所有的高等真菌而是只出現在特定的菌上，如麴黴屬（學名：Aspergillus）。

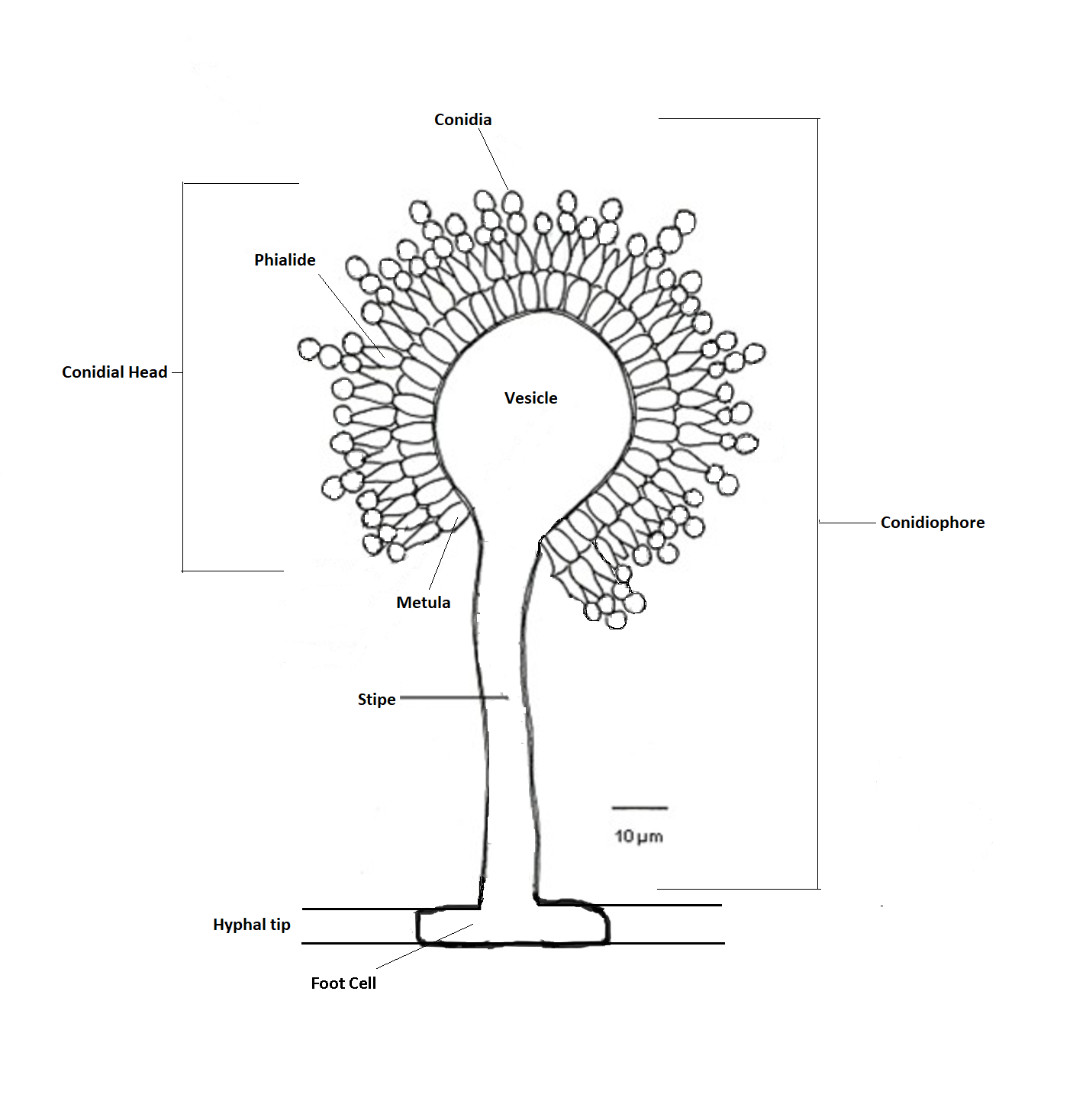
Phialide
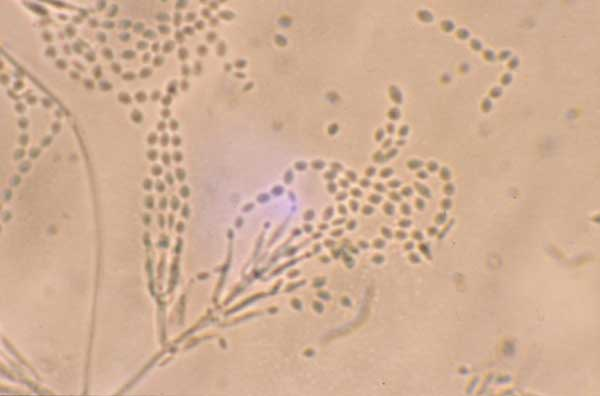

## 形成方式
當瓶梗形成時，由於外壁的溶解，因而在厚的囊狀體壁中出現許多薄的區域。這些薄區域附近的囊狀體細胞質以瓶形或橢圓形向外同時推出。細胞核與其他胞器一起進入所形成之瓶梗。通常瓶梗有漸鈍的基部及較尖細的頂部，但其形狀因真菌之種類而異。
C. V. Subramanian(1971)在黑麴黴中觀察到：剛形成之瓶梗只有單核。然而在其他的菌中亦有觀察到多核的瓶梗。在單核的phialide中，核會一分為二，且瓶梗之頂端會擴張而形成球狀突起。此球狀突起會接收一個核，並作為開始形成分生胞子的初始。由於分生孢子之瓶梗壁的頂端會逐漸被破壞，所以剛形成之分生孢子會向外延伸擴張。而被破壞的壁會變成類似帽子之構造蓋於剛形成的分生孢子上。在壁被破壞的同時，新的壁會逐漸形成而完整包覆在分生孢子上。
此外，另有分裂產生在瓶梗上。其細胞核會再一次的分裂為二，而重複上述之步驟。

## 外部連結
- Glossary (J-Q) - Doctor Fungus
- Glossary of Mycological Terms （页面存档备份，存于） - Mycology Online
- Phialide （页面存档备份，存于）  - LIAS Glossary